# 乌普韦丁厄市镇
57°10′N 15°20′E / 57.167°N 15.333°E
乌普韦丁厄市镇（瑞典語：Uppvidinge kommun）是瑞典南部克鲁努贝里省的一个市镇。其治所位于奥塞达。